# Сігеру Хондзьо
Барон Сігеру Хондзьо (яп. 本庄繁; 10 травня 1876, префектура Хіого — 30 листопада 1945, Токіо) — японський військовий діяч, генерал Імператорської армії (1933), головний ад'ютант імператора.

## Біографія
Народився в сім'ї фермерів. Навчався в кадетському корпусі, в 1897 році закінчив Військову академію Імператорської армії, де познайомився з Садао Аракі. В 1902 році закінчив Вищу військову академію.
Під час Російсько-японської війни служив в 20-му піхотному полку. Після війни служив в штабі Імператорської армії і викладав у Вищій військовій академії. В 1907/08 роках — військовий аташе в Китаї, в 1917 році — в Європі. В 1919 році брав участь в іноземній інтервенції в Росії.
В 1919/21 роках командував 11-м полком. В 1921/24 роках — радник генералісимуса Чжана Цзоліня, правителя Маньчжурії. В 1924 році призначений командиром 4-ї бригади, в 1928 році — 10-ї дивізії. В 1931/32 роках — командувач Квантунською армією. Під час його командування стався Маньчжурський інцидент і почалася японська інтервенція в Маньчжурію.
Хондзьо повернувся в Японію героєм. В 1932/33 роках — член Верховної військової ради. В 1933 році став головним ад'ютантом імператора. На цій посаді Хондзьо вів докладний щоденник, який був опублікований після Другої світової війни.
26 лютого 1936 року група націоналістично налаштованих офіцерів, пов'язаних з рухом Кодоха, спробувала провести путч. Хондзьо був товаришем і однокурсником генералів Садао Аракі і Дзіндзабуро Масакі (до того ж Хондзьо став імператорським ад'ютантом завдяки Аракі) і тестем капітана Ітітаро Ямагуті, одного з головних путчистів. Коли розлючений імператор Хірохіто назвав путчистів бунтівниками, генерал Хондзьо порадив йому не використовувати такі терміни щодо своїх «вірних солдатів». Хондзьо ставав на бік путчистів й іншими своїми висловлюваннями — зокрема, він попросив імператора наказати путчистам зробити сеппуку, якщо той не підтримував їх дії (Хірохіто відмовився віддавати наказ і відповів, що путчисти повинні вбити себе добровільно). Путч був придушений і в кінці березня Хондзьо був змушений піти у відставку.
В 1939/45 роках — голова служби військових госпіталів. В травні 1945 року був призначений членом Таємної ради. Після війни був заарештований американцями за підозрою у воєнних злочинах, але наклав на себе руки до початку суду.

## Нагороди
- Орден Вранішнього Сонця
  - 5-го класу (1 квітня 1906)
  - 4-го класу (7 листопада 1915)
  - 3-го класу (1 лютого 1920)
  - 1-го класу (29 квітня 1934)
- Орден Золотого шуліки
  - 4-го класу (1 квітня 1906)
  - 3-го класу (1 лютого 1920)
  - 1-го класу (29 квітня 1934)
- Медаль Російсько-японської війни 1904-1905 (1 квітня 1906)
- Пам'ятна медаль анексії Кореї (1 серпня 1912)
- Орден Священного скарбу
  - 4-го класу (16 травня 1914)
  - 3-го класу (29 вересня 1918)
  - 2-го класу (25 вересня 1926)
  - 1-го класу (23 березня 1933)
- Військова медаль 1914-1920 (7 листопада 1915)
- Пам'ятна медаль «2600 років Японії» (15 серпня 1940)

### Республіка Китай
- Орден Дорогоцінного Блискучого Золотого Зерна 3-го класу (11 липня 1916)
- Орден Вень-Ху 3-го класу (6 серпня 1918)

### Маньчжурська держава
- Великий орден Квітучої орхідеї (1934)
- Медаль національного фонду «Велика Маньчжурія» (9 грудня 1941)

### Інші країни
- Орден Подвійного дракона 3-го ступеня, 1-й клас (Династія Цін; 8 вересня 1909)
- Орден Почесного легіону, кавалер (Франція; 5 червня 1912)